# Verwaltungsgemeinschaft Wippra
In der Verwaltungsgemeinschaft Wippra waren im sachsen-anhaltischen Landkreis Mansfelder Land die Gemeinden Abberode, Braunschwende, Friesdorf, Hermerode, Molmerswende, Ritzgerode und Wippra zusammengeschlossen. Verwaltungssitz war Wippra. Am 1. Januar 2005 wurde sie mit den Verwaltungsgemeinschaften Einetal-Vorharz und Sandersleben zur neuen Verwaltungsgemeinschaft Wipper-Eine zusammengeschlossen.

## Wappen
Das Wappen wurde vom Heraldiker Lutz Döring gestaltet.